# Printplaatmot
De printplaatmot (Phyllocnistis xenia) is een vlinder uit de familie mineermotten (Gracillariidae). De wetenschappelijke naam is voor het eerst geldig gepubliceerd in 1936 door M. Hering.

## Kenmerken
De spanwijdte is 6-7 mm. Volwassenen zijn op de vleugels van juli tot augustus en opnieuw van september tot mei in twee generaties. 
De larven voeden zich met witte abeel (Populus alba), grauwe abeel (Populus canescens) en ratelpopulier (Populus tremula). Ze mineren de bladeren van hun waardplant. De mijn bestaat uit een lange, vrij brede, strikt epidermale gang die zich in dichte lussen over de bladbovenzijde buigt, zonder zichzelf ooit te kruisen. De frass is afgezet in een vage doorlopende middenlijn. De gang eindigt op de bladrand, waar deze iets breder wordt, terwijl de bladrand iets omvouwt. Hier vindt verpopping plaats. Er is geen cocon.

## Gelijkenis met andere soorten
De volwassen vlinder en pop van de printplaatmot (Phyllocnistis xenia) vertoont sterke gelijkenis met de labyrintmot (Phyllocnistis labyrinthella). Sommige auteurs beschouwen de twee soorten als synoniem. Volgens ander bronnen bestaat er een constant verschil de frasslijn van P. xenia (breed, vaag, groenig) en die van P. labyrinthella (smal, scherp, bruinzwart). Een ander verschil is de bladmijn. De mijn van P. labyrinthella breidt zich vaak uit tot de onderzijde van het blad, iets wat bij P. xenia niet lijkt voor te komen. 

## Voorkomen
De soort komt voor in grote delen van Europa. Hij komt niet voor op de Britse Eilanden, Italië, delen van de Balkan en de Middellandse Zee-eilanden.